# ヴィリミ・ヴァカタワ
ヴィリミ・ヴァカタワ（Virimi Vakatawa、1992年5月1日 - ）は、フランスの元ラグビー選手。

## プロフィール
- ニュージーランド・ランギオラ出身。
- 現役時代のポジションはウィング(WTB)、センター(CTB)。
- 身長 186cm、体重 92kg
- フランス代表通算キャップ数は30でワールドカップ2019のフランス代表に選ばれた[1]。

## 略歴
2011年、ラシン92に加入。 
2014年、ラシン92を退団して7人制フランス代表に入る。そして2016年、リオ五輪の7人制フランス代表に選ばれた。 
翌2017年、ラシン92に復帰。
2022年9月、心機能不調のため現役を引退した。 